# Trådspore
Trådspore (Gymnadenia) er en slægt af orkidéer, som er udbredt med cirka 22 arter i Europa og Asien.

## Arter
Af de cirka 22 arter findes to i Europa:
- Langakset trådspore, Gymnadenia conopsea
- Vellugtende trådspore, Gymnadenia odoratissima